# موتسارت (فیلم ۱۹۵۵)
موتسارت ([Mozart (1955 film)] Error: {{Lang-xx}}: متن دارای نشانه‌گذاری ایتالیک است (راهنما)) یک فیلم دربارهٔ ولفگانگ آمادئوس موتسارت، آهنگ‌ساز و موسیقی‌دان بزرگ اتریشی است که در سال ۱۹۵۵ منتشر شد. از بازیگران آن می‌توان به اسکار ورنر و نادیا تیلر اشاره کرد.